# Otitis infecciosa (veterinaria)
La otitis infecciosa es una patología del oído debida a un proceso inflamatorio causada por diferentes especies de patógenos y agentes injuriantes.
Dependiendo de la porción del conducto auditivo afectado, se distinguen tres clases de otitis:
1. Otitis externa: afecta al conducto auditivo externo.
2. Otitis media: afecta al oído medio.
3. Otitis interna: afecta al oído interno.

## Causas primarias de otitis en animales

### Otitis provocadas por microorganismos
1. Parásitos: Otodectes cynotis es un ácaro psoróptico que vive de manera habitual en perros y gatos. Es habitual en el campo y en los criaderos.
2. Hongos: Malassezia

### Otitis provocadas por procesos injuriantes
1. Cuerpo extraños y traumatismos: espigas, trozos de madera, semillas, restos de pomadas, jabones, tras una pelea.
2. Procesos dérmicos que se extienden hasta el conducto auditivo.
3. Alergias.
4. Trastornos de la queratinización.

## Diagnóstico
Podemos sospechar de una otitis si:
1. El animal se rasca la oreja u orejas más de lo habitual.
2. No para de frotarse contra las alfombras.
3. Se sacude constantemente en un inútil esfuerzo de sacar de su oído un cuerpo extraño.
4. Cuando se le acaricia en las orejas y se queja.
5. Secreción anormal en aspecto y en olor.
6. Cuando al sacudirse elimina abundante secreción.
7. Los oídos le huelen mal.

Éstas son algunas de las señales que nos envían los animales para llamar la atención de que algo no va bien y que se deben poner sus oídos en manos de un veterinario.

### Anamnesis
La predisposición racial, la época de presentación, dónde vive, si ha sido bañado hace poco o si se ha peleado con otro animal son datos importantes en la anamnesis.
Los signos clínicos encontrados, tanto locales como generales orientan hacia el tipo de proceso.
El diagnóstico concluye con una exploración del oído mediante otoscopio por parte del veterinario, así como la realización de frotis de la secreción, y se envía al bioquímico para buscar/confirmar la causa.

## Tratamiento
En el caso de los cuerpos extraños, se debe primero eliminar el cuerpo extraño y después tratar la otitis que este ha provocado.
Siempre se procederá a hacer una limpieza del canal para que las soluciones tópicas a emplear para el tratamiento puedan contactar adecuadamente con el epitelio del conducto. Para ello hay soluciones higienizantes para el oído ya comercializadas.
Presencia de huevos de Otodectes cynotis: una vez efectuada la limpieza se tratará el oído dependiendo de qué agente esté actuando: acaricidas, antifúngicos o antibióticos.
entre los antifúngicos tenemos, ketoconazol, fluoconazol, miconazol, vale recordar que se debn suministrar junto con los alimentos para disminuir los riesgos de gastritis.
Muchas de las soluciones óticas combinan dos o tres de estos principios activos y además suman el efecto de antiinflamatorios, generalmente corticoides e incluso anestésicos locales. En algunos casos, además de la vía tópica se utilizará la parenteral y/u oral para favorecer la resolución del proceso.
Otitis por Malassezia pachydermatis: si la otitis es un proceso más dentro de una enfermedad general, además de la otitis se tendrá que tratar la causa de la enfermedad general, si no, cualquier esfuerzo será inútil. Como complemento se puede colocar un cuello isabelino para evitar lesiones producidas por el rascado.
Es muy importante, como en cualquier proceso, cumplir con el tratamiento para evitar complicaciones y posibles recidivas.

## Prevención
Se puede intentar prevenir otitis realizando una limpieza periódica de los oídos. Se levanta la oreja para intentar suavizar la acodadura del conducto, después se instilan unas gotas de solución higienizante y se realiza un masaje en la base de la oreja. Se suelta el pabellón y se deja al animal que se sacuda (es recomendable ponerse ropa de entrecasa, pues las soluciones para oídos suelen llevar aceite, y al sacudirse los animales suelen manchar). Cuando ha terminado de sacudirse limpiar únicamente los pliegues del pabellón auricular. La limpieza más en profundidad debe dejarse para que la realice el veterinario
- Datos: Q6054536